# Wrightia saligna
Wrightia saligna är en oleanderväxtart som först beskrevs av Robert Brown, och fick sitt nu gällande namn av Ferdinand von Mueller och George Bentham. Wrightia saligna ingår i släktet Wrightia och familjen oleanderväxter. Inga underarter finns listade i Catalogue of Life.